# Sonnambulismo
Il sonnambulismo è un disturbo del sonno caratterizzato da attività motorie semplici o complesse, spesso finalizzate, di tipo automatico e coperte da amnesia (raramente se ne ha un ricordo onirico). Nel DSM-5 è codificata come parasonnia non-REM.

## Incidenza ed eziologia
La fascia di età compresa tra 7 e 14 anni è quella maggiormente colpita (quasi un bambino su tre) e l'incidenza tende a scomparire dopo l'adolescenza. Nel caso il disturbo insorga in un adulto gli specialisti associano il sonnambulismo ad aspetti neurotici, psicotici o nevrotici (isterismo). Il sonnambulismo avviene nella fase tre o quattro del sonno non REM, cioè nelle prime due-tre ore del sonno senza sogni. Raramente la durata dei movimenti supera i cinque minuti.
Si tratta di un disturbo spesso familiare, con un'anamnesi positiva nell'80% dei casi, con parente di primo grado affetto da sonnambulismo nel 10-20% dei casi
I sonnambuli possono arrivare a uscire dal letto, a camminare e ad uscire di casa, il tutto continuando a dormire e mantenendosi in stato di incoscienza. Sulle cause le opinioni sono discordanti, anche se tecnicamente vi è una ipereccitabilità della corteccia cerebrale che da un lato impedisce il sonno profondo e dall'altro mantiene attivi i meccanismi di veglia e di sonno. Studi più recenti hanno individuato la causa del sonnambulismo in una alterazione genetica del cromosoma 20. Il gene responsabile, tuttavia, non è stato ancora identificato.
Nei bambini invece, le spiegazioni sembrano di natura psicologica e appaiono legate al tentativo di elaborare le tensioni tipiche della loro età. Non essendo una malattia, ma solo un disturbo, può essere curato con farmaci specifici e grazie a sedute psicologiche è possibile risalire alle possibili cause. È opinione comune, invece, che non esista alcun trattamento efficace. Spesso si pensa che svegliare i sonnambuli sia assai pericoloso: in realtà il vero pericolo è lasciare dormire la persona che soffre di sonnambulismo, perché potrebbe provocarsi danni inconsciamente, ad esempio uscendo di casa, sul balcone o in strada.L'indicazione medica è di non svegliare del tutto il soggetto, ma riaccompagnarlo a letto. 

## Segni e sintomi
Il sonnambulismo è caratterizzato da:
- eccitazione parziale durante il sonno NREM ("sonno ortodosso"), tipicamente durante il primo terzo della notte
- contenuto del sogno che può o non può essere ricordato quando si è svegli
- comportamento motorio congruente al sogno che può essere semplice o complesso
- sleep talking ovvero dialoghi articolati, monologhi o discorsi incomprensibili durante il sonno[5]
- alterata percezione dell'ambiente
- capacità di giudizio, pianificazione e risoluzione dei problem-solving[6].

Nonostante il modo in cui è rappresentato in molte culture (soggetto a occhi chiusi che cammina con le braccia tese), gli occhi del sonnambulo sono aperti ma possono apparire con uno sguardo vitreo o un'espressione vuota e le pupille dilatate. Se il sonnambulo viene svegliato, può essere disorientato, confuso e perplesso e potrebbe non capire perché o come si è alzato dal letto; il disorientamento svanirà in pochi minuti. I soggetti possono parlare durante il sonnambulismo, ma il discorso in genere risulta senza senso, risultando spesso analogo al sonniloquio. Ci sono vari gradi di amnesia associati al sonnambulismo, che vanno da nessun ricordo, ricordi vaghi o una narrazione.

### Disturbi associati
Nello studio "Sleepwalking and Sleep Terrors in Prepubertal Children" è emerso che, se un bambino presentava un altro disturbo del sonno, come la sindrome delle gambe senza riposo (RLS) o disturbo respiratorio del sonno (SDB): c'era una maggiore possibilità di sonnambulismo. Lo studio ha rilevato che i bambini con parasonnie croniche possono spesso presentare anche SDB o, in misura minore, RLS. Inoltre, la scomparsa delle parasonnie dopo il trattamento della sindrome del movimento periodico degli arti SDB o RLS suggerisce che quest'ultima possa scatenare la prima. L'alta frequenza di SDB nei familiari di bambini con parasonnia ha fornito un'ulteriore prova che gli SDB possono manifestarsi come parasonnie nei bambini. I bambini con parasonnie non vengono monitorati sistematicamente durante il sonno, sebbene studi precedenti abbiano suggerito che i pazienti con terrori notturni o sonnambulismo hanno un livello elevato di brevi risvegli EEG. Quando i bambini ricevono polisonnografie, dovrebbero essere ricercati pattern discreti (p. es., limitazione del flusso nasale, sforzo respiratorio anormale, scoppi di frequenze EEG alte o lente); apnee si trovano raramente nei bambini. La respirazione dei bambini durante il sonno dovrebbe essere monitorata con cannula nasale o sistema di trasduzione della pressione o manometria esofagea, che sono più sensibili dei termistori o delle termocoppie attualmente utilizzati in molti laboratori. Il chiaro e tempestivo miglioramento della parasonnia grave nei bambini trattati per SDB, come definito qui, fornisce un'importante prova che SDB sottile può avere un significato sostanziale in relazione alla salute. Degno di nota è anche il rapporto di presenza familiare di parasonnia. Studi su gemelli coorti e famiglie con terrore notturno e sonnambulismo suggeriscono un coinvolgimento genetico delle parasonnie. È stato dimostrato che RLS e SDB hanno una recidiva familiare. È stato dimostrato che la RLS ha un coinvolgimento genetico.
Il sonnambulismo può anche accompagnare il fenomeno correlato dei terrori notturni, specialmente nei bambini. Nel bel mezzo di un terrore notturno, la persona colpita può vagare in uno stato di angoscia mentre è ancora addormentata, e nella letteratura medica sono stati riportati esempi di pazienti che tentano di correre o difendersi in modo aggressivo durante questi incidenti.
In alcuni casi, il sonnambulismo negli adulti può essere un sintomo di un disturbo psicologico. Uno studio suggerisce livelli più elevati di dissociazione nei sonnambuli adulti, poiché i soggetti del test hanno ottenuto punteggi insolitamente alti nella parte dell'isteria del "Crown-Crisp Experiential Index". Un altro ha suggerito che "è stata segnalata una maggiore incidenza [di eventi di sonnambulismo] in pazienti con schizofrenia, isteria e nevrosi d'ansia". Inoltre, i pazienti con emicrania o sindrome di Tourette hanno una probabilità 4-6 volte maggiore di soffrire di sonnambulismo.

### Conseguenze
La maggior parte dei sonnambuli subisce lesioni ad un certo punto durante il sonnambulismo, spesso lesioni minori come tagli o contusioni. In rare occasioni, tuttavia, i sonnambuli presentano fratture ossee e muoiono a seguito di una caduta. I sonnambuli possono anche affrontare l'imbarazzo di essere trovati nudi in pubblico.

## Cause
La causa del sonnambulismo è sconosciuta. Viene suggerita una serie di ipotesi, non ancora dimostrate, sul motivo per cui potrebbe verificarsi, tra cui: ritardo nella maturità del sistema nervoso centrale, aumento del sonno a onde lente, privazione del sonno, febbre e stanchezza eccessiva. Potrebbe esserci una componente genetica nel sonnambulismo. Uno studio ha rilevato che il sonnambulismo si è verificato nel 45% dei bambini che hanno un genitore che soffre di sonnambulismo e nel 60% dei bambini se entrambi i genitori sono sonnambuli. Pertanto, i fattori ereditari possono predisporre un individuo al sonnambulismo, ma l'espressione del comportamento può anche essere influenzata da fattori ambientali. Studi genetici che utilizzano comuni moscerini della frutta come modelli sperimentali rivelano un legame tra il sonno notturno e lo sviluppo del cervello mediato da fattori di trascrizione evolutivi conservati come AP-2. Il sonnambulismo può essere ereditato come disturbo autosomico dominante con penetranza ridotta. L'analisi del legame parametrico multipunto dell'intero genoma per il sonnambulismo ha rivelato un logaritmo massimo del punteggio di probabilità di 3,14 nel cromosoma 20q12-q13.12 tra 55,6 e 61,4 cM.
È stato ipotizzato che il sonnambulismo sia collegato al neurotrasmettitore serotonina, che sembra anche essere metabolizzato in modo diverso nei pazienti con emicrania e nelle persone con sindrome di Tourette, entrambe le popolazioni hanno da quattro a nove volte più probabilità di sperimentare un episodio di sonnambulismo. È stato scoperto che le fluttuazioni ormonali contribuiscono agli episodi di sonnambulismo nelle donne, con la probabilità che il sonnambulismo sia più alto prima dell'inizio delle mestruazioni. Sembra anche che i cambiamenti ormonali durante la gravidanza riducano la probabilità di soffrire di sonnambulismo.
I farmaci, principalmente in quattro classi (agonisti del recettore delle benzodiazepine e altri modulatori del GABA, antidepressivi e altri agenti serotoninergici, antipsicotici e betabloccanti) sono stati associati al sonnambulismo. La migliore prova di farmaci che causano sonnambulismo è per Zolpidem e sodio oxibato; tutti gli altri report si basano su associazioni annotate nei case report.

## Diagnosi
La polisonnografia è l'unica valutazione accurata di un episodio di sonnambulismo. Poiché questa pratica è costosa e gli episodi di sonnambulismo sono generalmente poco frequenti, altre misure comunemente utilizzate includono il rapporto di sé, dei genitori o del partner. Tre sistemi diagnostici comuni generalmente utilizzati per i disturbi del sonnambulismo sono la Classificazione ICD (ICD-10), la Classificazione internazionale dei disturbi del sonno (ICSD-3), e il Manuale diagnostico e statistico dei disturbi mentali.
Il Manuale diagnostico e statistico definisce due sottocategorie di sonnambulismo, sebbene il sonnambulismo non debba necessariamente coinvolgere nessuno dei due comportamenti:
- sonnambulismo con alimentazione correlata al sonno.
- sonnambulismo con comportamento sessuale correlato al sonno (sexsomnia)[31].

Questi disturbi alimentari del sonno sono il più delle volte indotti per motivi legati allo stress. Un'altra delle principali cause di questo sottotipo di sonnambulismo sono i sonniferi, come ad esempio Ambien (Mayo Clinic). Ce ne sono alcuni altri, ma Ambien è un aiuto per dormire ampiamente utilizzato. Poiché molti mangiatori nel sonno preparano il cibo che consumano, ci sono rischi di ustioni e simili con forni e altri elettrodomestici. Anche l'aumento di peso è un risultato comune di questo disturbo, perché il cibo che viene consumato di frequente contiene un alto contenuto di carboidrati. Come per il sonnambulismo, ci sono modi in cui i disturbi alimentari del sonno possono essere mantenuti. Ci sono alcuni farmaci che calmano il dormiente in modo che possa ottenere un riposo più lungo e di migliore qualità, ma possono anche essere introdotte attività come lo yoga per ridurre lo stress e l'ansia che causano l'azione.

### Diagnosi differenziale
Il sonnambulismo non deve essere confuso con i blackout indotti da alcol o droghe, che possono provocare amnesia per eventi simili al sonnambulismo. Durante un blackout indotto dall'alcol (amnesia correlata alla droga), una persona è in grado di impegnarsi attivamente e rispondere al proprio ambiente (ad esempio conversare o guidare un veicolo), tuttavia il cervello non crea ricordi per gli eventi. I blackout indotti dall'alcol possono verificarsi con livelli di alcol nel sangue superiori a 0,06 g/dl. Una revisione sistematica della letteratura ha rilevato che circa il 50% dei bevitori ha subito una perdita di memoria durante un episodio di consumo di alcol e ha avuto conseguenze negative associate simili ai sonnambuli, tra cui lesioni e morte.
Altre diagnosi differenziali includono disturbo del comportamento del sonno da movimento rapido degli occhi, risvegli confusionali e terrori notturni.

### Valutazione
Una valutazione del sonnambulismo tramite polisonnografia pone il problema che è meno probabile che il sonnambulismo si verifichi nel laboratorio dove il paziente viene osservato mentre dorme e, se si verifica un episodio, di solito è meno complesso di quello che il paziente sperimenta a casa. Pertanto, la diagnosi può spesso essere fatta valutando la storia del sonno, il decorso temporale e il contenuto dei comportamenti correlati al sonno. A volte, i video domestici possono fornire informazioni aggiuntive e dovrebbero essere considerati nel processo diagnostico.
Alcune caratteristiche che dovrebbero sempre essere valutate includono:
- Età di esordio
- Quando l'episodio si verifica durante il periodo di sonno
- Quanto spesso si verificano questi episodi (frequenza) e quanto durano (durata)
- Descrizione dell'episodio, inclusi comportamento, emozioni e pensieri durante e dopo l'evento
- Quanto è reattivo il paziente agli stimoli esterni durante l'episodio
- Quanto è cosciente o consapevole il paziente, quando viene svegliato da un episodio
- Se l'episodio viene ricordato in seguito
- I fattori scatenanti
- Schema sonno-veglia e ambiente del sonno
- Sonnolenza diurna
- Altri disturbi del sonno che potrebbero essere presenti
- Storia familiare per parasonnie NREM e altri disturbi del sonno
- Storia medica, psichiatrica e neurologica
- Storia dell'uso di farmaci e sostanze

La valutazione dovrebbe escludere diagnosi differenziali.

## Trattamento
Non ci sono stati studi clinici per dimostrare che qualsiasi intervento psicologico o farmacologico è efficace nella prevenzione degli episodi di sonnambulismo. Nonostante ciò, è stata utilizzata un'ampia gamma di trattamenti con i sonnambuli. Gli interventi psicologici hanno incluso la psicoanalisi, l'ipnosi, il risveglio programmato o anticipato, l'allenamento all'affermazione, l'allenamento al rilassamento, la gestione dei sentimenti aggressivi, l'igiene del sonno, il condizionamento classico (incluso lo shock elettrico) e la terapia del gioco. I trattamenti farmacologici hanno incluso antidepressivi triciclici (imipramina), un anticolinergico (biperidene), antiepilettici (carbamazepina, valproato), un antipsicotico (quetiapina), benzodiazepine (clonazepam, diazepam, flurazepam e triazolam), melatonina, un inibitore selettivo della ricaptazione della serotonina (paroxetina), un barbiturico (sodio amytal) ed erbe.
Si raccomanda di mantenere la sicurezza del sonnambulo e di altri e cercare un trattamento per altri problemi di sonno. Si raccomanda rassicurazione se il sonnambulismo non causa alcun problema. Tuttavia, se provoca angoscia o vi è il rischio di danni, l'ipnosi e il risveglio programmato sono raccomandati come trattamenti.

### Pianificazione della sicurezza
Per coloro i cui episodi di sonnambulismo sono pericolosi, un allarme porta può offrire una misura di protezione. Esistono vari tipi di allarmi per porte che possono essere attaccati alla porta di una camera da letto e quando la porta viene aperta, l'allarme suona. L'intenzione è che il suono risvegli completamente la persona e interrompa l'episodio di sonnambulismo, o se il sonnambulo vive con altri, il suono li spingerà a controllare la persona.
I sonnambuli dovrebbero mirare ad avere le loro camere da letto al piano terra di una casa, appartamento, dormitorio, hotel, ecc.
I sonnambuli non dovrebbero avere armi facilmente accessibili (pistole cariche, coltelli) in camera da letto o in qualsiasi stanza della casa. Se ci sono armi, dovrebbero essere rinchiuse con chiavi isolate dal sonnambulo.
Per i partner di sonnambuli che sono violenti o disturbano il sonno, dormire in un'altra stanza può portare a una migliore qualità e quantità del sonno.

## Epidemiologia
La prevalenza una tantum del sonnambulismo è stimata tra il 4,6% e il 10,3%. Una meta-analisi di 51 studi, che ha incluso più di 100 000 bambini e adulti, ha rilevato che il sonnambulismo è più comune nei bambini con una stima del 5%, rispetto all'1,5% degli adulti, sonnambulismo almeno una volta nei 12 mesi precedenti. Non è stato riscontrato che il tasso di sonnambulismo vari a seconda dell'età durante l'infanzia.

## Storia
Il sonnambulismo ha attirato un senso di mistero, ma non è stato seriamente indagato e diagnosticato fino al XIX secolo. Il chimico e parapsicologo tedesco Baron Karl Ludwig von Reichenbach (1788–1869) fece studi approfonditi sui sonnambuli e utilizzò le sue scoperte per formulare la sua teoria della forza odica.
Inizialmente si pensava che il sonnambulismo fosse un sognatore che "recitava" un sogno. Ad esempio, in uno studio pubblicato dalla Society for Science & the Public nel 1954, questa era la conclusione: "La repressione dei sentimenti ostili nei confronti del padre induceva i pazienti a reagire recitando in un mondo di sogno con sonnambulismo, fantasie distorte che avevano su tutte le figure autoritarie, come padri, ufficiali e severi superiori". Questo stesso gruppo pubblicò un articolo dodici anni dopo con una nuova conclusione: "Il sonnambulismo, contrariamente alla maggior parte delle credenze, apparentemente ha poco a che fare con il sognare. In effetti, si verifica quando il dormiente si sta godendo il suo sonno più ignaro e profondo, una fase in cui i sogni di solito non vengono riportati." Ricerche più recenti hanno scoperto che il sonnambulismo è in realtà un disturbo dell'eccitazione NREM (detto anche "movimento oculare non rapido"). Dati più accurati sul sonno sono dovuti all'invenzione di tecnologie, come l'elettroencefalogramma (EEG) di Hans Berger nel 1924 e il BEAM di Frank Duffy nei primi anni '80.
Nel 1907 Sigmund Freud ha parlato di sonnambulismo alla Società Psicoanalitica di Vienna (Nunberg e Federn). Credeva che il sonnambulismo fosse collegato all'adempimento dei desideri sessuali ed era sorpreso che una persona potesse muoversi senza interrompere il proprio sogno. A quel tempo, Freud suggerì che l'essenza di questo fenomeno fosse il desiderio di andare a dormire nella stessa zona in cui l'individuo aveva dormito durante l'infanzia. Dieci anni dopo, ha ipotizzato sul sonnambulismo nell'articolo "A Metapsychological Supplement to the Theory of Dreams" (1916–17 [1915]). In questo saggio, ha chiarito e ampliato le sue idee ipotetiche sui sogni. Ha descritto il sogno come un fragile equilibrio destabilizzato dagli impulsi inconsci repressi del sistema inconscio, che non obbedisce ai desideri dell'ego. Impulsi inconsci e residui diurni possono unirsi e sfociare in un conflitto. Freud si è poi interrogato sull'esito di questo impulso di desiderio: una richiesta istintuale inconscia che diventa desiderio onirico nel preconscio. Freud ha affermato che questo impulso inconscio potrebbe essere espresso come mobilità durante il sonno. Questo sarebbe ciò che si osserva nel sonnambulismo, anche se ciò che effettivamente lo rende possibile rimane sconosciuto.
A partire dal 2002, il sonnambulismo non è stato rilevato nei primati non umani. Non è chiaro se semplicemente non sia stato ancora osservato o se il sonnambulismo sia un fenomeno esclusivamente umano.

## Arte
Il tema del sonnambulismo è stato trattato in alcune opere liriche, tra cui La sonnambula di Vincenzo Bellini (1831) e nella canzone napoletana 'A sunnambula di Gigi Pisano ed Eduardo Alfieri (1957). Lo stesso tema fu ripreso anche nel 2009 dalla cantante Valentina Giovagnini quando interpretò la canzone Sonnambula scritta e composta da Ivana Gatti e Gianni Maroccolo. Sonnambulismo è il titolo di una canzone di Enrico Ruggeri portata al successo dal gruppo musicale dei Canton al festival di Sanremo del 1984.
Il tema del sonnambulismo è alla base del racconto La donna e il paesaggio dello scrittore austriaco Stefan Zweig (1922), influenzato dalle teorie psicanalitiche di Freud.